# Vladímir Deníssov
Vladímir Deníssov   (Nijni Nóvgorod, 22 de maig de 1947) és un tirador d'esgrima rus, ja retirat, especialista en floret, que va competir sota bandera de la Unió Soviètica durant la dècada de 1970.
El 1972 va prendre part en els Jocs Olímpics d'Estiu de Múnic, on va disputar dues proves del programa d'esgrima. En la prova del floret per equips va guanyar la medalla de plata, mentre en la del floret individual fou cinquè. Quatre anys més tard, als Jocs de Mont-real, fou quart en la prova del floret per equips i setè en la del floret individual.
En el seu palmarès també destaquen sis medalles al Campionat del Món d'esgrima, dues d'or, una de plata i tres de bronze, entre les edicions de 1971 i 1978. El 1972 i 1975 guanyà el campionat soviètic de floret.